# 요나탄 파르
요나탄 파르(Jonathan Parr, 1988년 10월 21일 ~ )는 노르웨이 출신의 전 축구 선수이다.